# Atto della Grande Amburgo
L'Atto della Grande Amburgo (in tedesco: Groß-Hamburg-Gesetz) fu un provvedimento del governo tedesco approvato il 26 gennaio 1937 col quale si organizzava uno scambio di territori tra la città di Amburgo ed il Libero Stato di Prussia. Esso entrò in vigore il 1º aprile 1937. Il suo titolo completo in tedesco era Gesetz über Groß-Hamburg und andere Gebietsbereinigungen ("Leggi riguardanti la grande Amburgo e gli altri aggiustamenti territoriali").

## La "Grande Amburgo"
Amburgo perse molte delle proprie exclavi, tra cui Geesthacht e Cuxhaven. In cambio, essa pretese di essere allargata annettendo molte città prussiane come Altona, Wandsbek, e Harburg-Wilhelmsburg oltre a un discreto numero di villaggi.
Un simbolico ma importante cambiamento venne attuato riguardo alla denominazione ufficiale della città di Amburgo che passò da "Libera Città Anseatica di Amburgo" a "Città Anseatica di Amburgo", che la slegava ormai dal vecchio ordinamento impostole dal Sacro Romano Impero, caduto da oltre un secolo.

Le città unite ad Amburgo.

## La situazione in Prussia
Oltre ai regolamenti per Amburgo, la nuova legge unì la Città libera di Lubecca alla Prussia, mentre altri piccoli villaggi vennero inclusi nello stato di Meclemburgo. Adolf Hitler, che aveva un particolare risentimento verso Lubecca che non lo aveva appoggiato alla sua ascesa, aggiunse la città ai domini prussiani per compensare la Prussia delle perdite fatte a favore di Amburgo. Amburgo dovette però cedere i propri possedimenti di Geesthacht (che passò allo Schleswig-Holstein) e Ritzebüttel (che includeva anche Cuxhaven, passando alla Provincia di Hannover).